# 島木赤彦

島木赤彦像（下諏訪町立諏訪湖博物館・赤彦記念館）

島木 赤彦（しまき あかひこ、1876年（明治9年）12月16日 - 1926年（大正15年）3月27日）は、日本の明治・大正時代のアララギ派歌人。本名は久保田俊彦。別号、柿乃村人。
長野師範学校を卒業後、小学校教員を務める傍ら、1903年に歌誌「比牟呂」を創刊、やがて伊藤左千夫の門下となった。
1909年には「比牟呂」を「アララギ」に合流させ、以来、斎藤茂吉、土屋文明らと並ぶアララギ派の有力歌人として活躍。左千夫と長塚節なきあとは上京し、「アララギ」の編集責任者となった。

## 生涯

### おいたち
1876年（明治9年）12月16日、長野県諏訪郡上諏訪村角間（現諏訪市元町）に旧諏訪藩士・塚原浅茅と妻・さいの四男として生まれる。父の浅茅は諏訪藩士として漢学国学を学んだ謹厳実直な人柄で、神官の職などに就いたが、維新後は松本師範講習所に学んで教員となり、諏訪郡豊平村（現・茅野市豊平）の古田学校に勤務したので、赤彦も幼少時代をここで過ごした(教え子に長田新がいる)。生活は貧しかったが、赤彦はこの自然と両親や家族の愛情の下で伸び伸びと育った。

### 文芸への開花
赤彦は歌道に通じていた祖母・さよの手ほどきを受けて5歳で百人一首を暗唱、7歳にして自ら望み、平田派の国学者・松沢義章の門下生であった父に家学を受けた。1881年（明治14年）古田学校の初等科に入学、大変腕白者であったと伝わっている。1885年（明治18年）赤彦が9歳のとき、生母「さい」が34歳の若さで死去し、父は翌年に継母「みを」を迎えた。
1890年（明治23年）、諏訪小学校高等科を卒業した赤彦は、諏訪育英会（後の諏訪中学校）に入って岩垂今朝吉、寺島傅右衛門、三輪三吉の教えを受けた。この頃、友人の永田市右衛門、長田幸治らに伍し和歌や俳句をたしなみ始めた。
1892年（明治25年）、雑誌『少年文庫』に「くれ竹の小ぐらきまでに茂りあふ 窓に煙るは蚊遣りなるらむ 」を投稿。翌年1月には『少年文庫』に「伏龍」の号を用いて新体詩「元旦」を発表。以後、同誌上で活躍する。
1894年（明治27年）、長野県尋常師範学校（現信州大学教育学部）に進学。同級生に矢島音次、太田水穂、大森忠三らがおり、彼らとの交流を通じて赤彦の文学熱は著しく旺盛になっていった。師範学校では短歌・俳句の他、「万葉集」に親しむ一方で、赤彦と水穂が学内における文芸活動の中心的存在となり、雑誌『文学界』を通じて島崎藤村の詩に傾倒し、詩作活動を活発に行った。赤彦は、「伏龍」の号の他に「二水」「二水軒」の号も用いて『少年文庫』『文庫』『少年園』『早稲田文学』『小文学』『もしほ草紙』や新聞『日本』など中央の文芸雑誌や新聞に短歌・新体詩を発表、淡白で感傷的な中に素朴な田園調の詩風をもって、青年時代の全力を傾倒して新体詩人としての存在を確立していった。
1898年（明治31年）には、長野尋常師範学校を卒業して、北安曇郡池田会染尋常高等小学校（現在の池田町立池田小学校）の訓導となった。同年4月、下諏訪町高木の久保田政信の養嗣子として同家長女・うたと結婚、久保田姓となった。1902年（明治35年）、うたの死去に伴い、彼女の妹・ふじのと再婚した。

### 『アララギ』と赤彦
『アララギ』は1900年（明治33年）、正岡子規から始まった根岸短歌会が源である。子規没後、子規の文芸精神の継承発展と、一門の結束をはかろうと、伊藤左千夫が、1903年（明治36年）『馬酔木（あしび）』を興した。その後、編集・発行者らの意見の相違が絡み合うなか、『アカネ』『阿羅ゝ木』を経て1908年（明治41年）には『アララギ』となった。
一方、1903年（明治36年）、『馬酔木』より半年早く信州において島木赤彦、岩本木外らによって『氷むろ』（後に『比牟呂』）が設立された。10月、赤彦が伊藤左千夫に送った「床払の祝」二首が『馬酔木』に掲載される。以後、同誌に短歌・歌論を発表、伊藤とも親交を持ち、中央歌壇と積極的に接触をする。
『比牟呂』は1905年（明治38年）に一旦休刊するが、1908年（明治41年）赤彦が編集・発行人となり復刊。翌1909年（明治42年）8月、『比牟呂』は『アララギ』と合併する。
以降、『アララギ』は赤彦の信州からの全面的なバックアップを受けて、編集を伊藤左千夫が中心に古泉千樫、斎藤茂吉、石原純らが交替で当たったが、編集発行はルーズになり停滞しがちであった。伊藤左千夫が死去する直前の1913年（大正2年）には、斎藤茂吉等と激しく対立し、休刊・廃刊も考えられる危機的状況となった。茂吉は、赤彦に窮状を訴え、休刊止む無しと伝えたが、赤彦が休刊の不条理を訴え、全面的に支援をするので休刊を思い止まるよう茂吉を説得したことにより、茂吉が休刊を翻意した経過がある(茂吉「アララギ」赤彦追悼号)。
1913年（大正2年）発行のアララギ叢書第1編、島木赤彦・中村憲吉の合著歌集『馬鈴薯の花』、また第2編の斎藤茂吉の『赤光』が注目された。特に茂吉の『赤光』が注目されるに及んで『アララギ』は歌壇で広く認められ、発行部数の飛躍的な増加など『アララギ』の「歌壇制覇」と言われる時期を迎えることになった。
1914年（大正3年）赤彦は当時『アララギ』の編集主任であった古泉千樫の運営を黙って見ていられず、自ら『アララギ』の再建を期して諏訪郡視学を辞任し、上京した。赤彦は早速会計整理に着手し、平福百穂の絵画頒布会の開催、また会員増強策を講ずるなどの努力を始め、死去する1926年（大正15年）までの約12年間「アララギ」の編集、発行の重責をになった。
しかし時間とともに赤彦の影響を受けた藤沢古実、土田耕平、鹿児島寿蔵、高田浪吉らが編集発行の中心を担うに至り、生活の現実に根ざしたより堅実な写生歌風を形成、赤彦も写生を通した「鍛練道」を唱えるなどその真摯さがアララギ歌風の深度を増したが、反面狭隘なものにしたことは否めず、1924年（大正13年）の古泉千樫、釈迢空、石原純らが『アララギ』を脱退し、北原白秋、前田夕暮らと合流、『日光』を創刊するに至る原因ともなった。

### 死去
1926年（大正15年）3月27日、胃癌のため下諏訪町の自宅で死去。享年51。戒名は俊明院道誉浄行赤彦居士。
赤彦の死は、『アララギ』の一時代の終焉を告げるものでもあった。その後、『アララギ』は斎藤茂吉・土屋文明が代表となって戦後まで継続し、1997年（平成9年）に終刊した。しかし『アララギ』から派生した各結社は、それぞれに現在もなお活発に活動をしている。

## 教育者赤彦
赤彦は1890年（明治23年）に14歳で傭教員となり、教員への道を歩みはじめた。1898年（明治31年）、長野尋常師範学校を卒業して、北安曇郡池田会染尋常高等小学校の訓導となるが、早くもその4月、信濃教育会への議案提出に関わるなどの積極性をみせている。その後も信濃教育会の機関紙『信濃教育』へ研究や意見を発表し続け、1911年（明治44年）には、同総会において「教育の革新について」のテーマで意見発表もしている。とくに、1917年（大正6年）『信濃教育』の編集主任に就任してからは毎号巻頭論文を執筆しており、1920年（大正9年）に編集主任を辞任するまで学校教育のあり方、理想の教師像等をはじめ、哲学、文芸、時には時局問題までも触れ、その緻密な先見的論旨を発表した。
初任地の池田会染小においては、情熱的な青年教師として、当時珍しかった野球を教えたり、個性的な教育を進めるために、家庭状況、体格、学力、性格などを細かく記録した生徒経歴簿を作成した。
赤彦は一教師として、教え子に対し熱烈な教育をするとともに、後年は、管理的立場で教育に携わることにもなった。1909年（明治42年）には広丘尋常高等小学校(現在の塩尻市立広丘小学校)の校長に就任したが、さまざまな問題を抱え、毀誉褒貶のある時代であり、僅か2年で1911年（明治44年）には玉川尋常高等小学、校長となった。玉川においては、学校運営に独自性を発揮し、この働きにより、請われて1912年（明治45年）、諏訪郡視学となった。視学としては、学歴はなくても力量のある者は重要ポストに付ける人事異動等を行ったり、訪問した学校で授業をやって見せるなど諏訪教育の改革のための期待に応えた。1914年（大正3年）『アララギ』再建のため上京を決意するまで、公私とも難問山積のなか教育者としての使命を全うした。
大正自由教育運動に対しては、北原白秋など『日光』の歌人が深く関わっていたこともあってあまり評価していなかった。しかし1924年（大正13年）の川井訓導事件にて、赤彦の門下といえる信濃教育会の会員たちが川井清一郎を擁護した際は、それを支持した。

## 作品

### 短歌

#### 歌論と作風
赤彦の歌論の中心は「鍛錬道(トレーニング)」であると言われている。「一心集中」と言われることもあるが、これらは、表裏一体のものである。これらの歌論は、「一心の道」、「鍛錬せられざる心」、「鍛錬と徹底」、また万葉集批評などに掲載されているものであり、いわく「万葉集の作者は、どんな事柄に對しても苟も歌ふとなれば、何處迄も眞面目に正面から其の事柄に向き合つている。そうして一心をそれに集中してゐる。其處から力が生まれてくる」「永久の徹底は、常住の鍛錬であり、常住の鍛錬は終生の苦行である」、などと言うのがその考え方である。
近代短歌を語るとき、一般的には「個人の解放」、「自我の尊重」などという観点から語られるが、これらの観点とは程遠い「鍛錬」や「一心の道」を赤彦が歌論として持ち込んだのは、たとえ赤彦の父・浅茅が国学に通じ、幼きから父の薫陶を受けたとしても、また、赤彦の言うように、東洋文化の骨格である儒教、仏教の二つの大きな教義を生んだ東洋人の修養がより鍛錬的であったからだとしても、それがすなわち歌論になるかということには、違和感を持つ者も多いであろう。そのような中で、これらの歌論は、赤彦の実生活が、愛妻を失ってすぐに妹と再婚しなければならなかった養子の立場と関わりがあり、この忍従を強いられた環境からこのように厳格な歌論を持つようになったのではないかと考える者もいる。また、広丘尋常高等小学校在任中の女性関係を断ち切れなかった悔恨と弱さを克服するために自らに課した鍛錬道ではなかったかと言う者もいる。
赤彦は子規の写生論を承継し、「歌道小見」において独自の写生論を展開しているが、それを元に赤彦の歌論の全体を集約してみれば、短歌における写生とは、概念的な言葉をもって事象を表現するのではなく、具体的な事象と接触しつつ、その対象に相応しい表現を「鍛錬」により「一心の集中」をもって「一点の単純所に澄み入る」ことによって達成できるものであるとする。
こうして作られた赤彦の短歌は作風としては「寂寥相」と言われる。これは、赤彦の宗教的直観がもたらす自然と人間が一体となった歌の境地であり、赤彦の目指した短歌の理想の境地である。一方で、この寂寥感についても赤彦の育った家庭環境と信州諏訪という寒く厳しい自然環境が影響しているとの見方もある。

#### 歌集概要
1893年（明治26年）から1909年（明治42年）までが『馬鈴薯の花』以前の歌とされる。この時期の赤彦の短歌は正岡子規を中心とした根岸派同人としての作品であり、子規没後は、『馬酔木』の伊藤左千夫に師事し精一杯の力量を発揮している。しかしこれらの時期に作られた歌の大方は月並みの歌であると評価する人もいる。
第1歌集『馬鈴薯の花』は、1913年（大正2年）に中村憲吉との合著として刊行。1909年（明治42年）から1913年（大正2年）の歌を収録している。柿の村人として発行しているが、赤彦が歌人として初めて世に問うた重要な歌集である。以前とは一転して、新視点、新表現が表れてきている。
第2歌集『切火』は1915年（大正4年）発刊。「アララギ」再建のための上京前後の1913年（大正2年）、1914年（大正3年）の作に属し、1913年（大正2年）に初めて島木赤彦の筆名を用いて作歌した以降の歌である。上京前後の激しい心の揺れが歌われている一方、八丈島の連作には心の平安を得ていく姿もある。前作に続き僅か2年後の歌集であり、1913年（大正2年）に刊行された斎藤茂吉の『赤光』が好評だったことにも影響されてか、作歌上様々な工夫が見られるが、字句の混乱と内面の動揺を表現することになり、その結果、赤彦自身のためらいもあってか、ここの歌集は再版することなく絶版とされた。『切火』という歌集名は、中原静子との恋の火を断ち切る意味を込めたとも言われている。
第3歌集『氷魚』は1920年（大正9年）の発刊。1915年（大正4年）から1918年（大正9年）の歌が収録されている。この間は「一心集中」や「鍛錬道」を提唱した時期であり、入念な写生に立脚した赤彦調が現れている。
第4歌集『太虚集』は1924年（大正13年）に発刊。1918年（大正9年）から1924年（大正13年）の作を収録している。長崎に斎藤茂吉を見舞う歌から始まり、関東大震災からも『アララギ』を守り抜き、同誌を背負う赤彦の自信に満ちた時期を詠っている。作家態度に動揺はなく、自己の作風を確立している。すなわち自然と人間とが一体になった「寂蓼相」と呼ばれる赤彦の独自の世界を実現している。
第5歌集『柿蔭集』は1926年（大正15年）に発刊。1924年（大正13年）から1926年（大正15年）の歌であり、病のため自分で編纂ができず、死後に発刊されている。枯淡の風韻を湛えるとともに、病床詠は生への愛惜がにじみ出ている。

#### 代表歌
- 夕焼空焦げきはまれる下にして氷らんとする湖のしづけさ（『切火』）
- 月の下の光さびしみ踊り子のからだくるりとまはりけるかも （『切火』）
- ひたぶるに我を見たまふみ顔より涎を垂らし給ふ尊さ（『氷魚』）
- みづうみの氷は解けてなほ寒し三日月の影波にうつろふ （『太虚集』）
- 信濃路はいつ春ならん夕づく日入りてしまらく黄なる空のいろ （『柿蔭集』）
- 隣室に書よむ子らの声きけば心に沁みて生きたかりけり（『柿蔭集』）

「虚」「柿」は、原歌集名では異体字が用いられている。

### 短歌以外の著作
赤彦は1893年（明治26年）、17歳のときに新体詩を『少年文庫』に投稿し、以降毎年多数の雑誌に新体詩を発表しており、その集大成として1904年（明治38年）、太田みづほのや(太田水穂)との合同詩歌集『山上湖上』を発刊している。太田は山上として新体詩を含む短歌を、赤彦は湖上として新体詩を発表している。この新体詩の内容は浪漫的であって写実的ではないが、時代を風靡した中央の詩風を貪欲に受け入れており、後年作り始めた童謡の世界に通じるものがある。赤彦の全作品に占める新体詩の分量はかなり大きい。
赤彦が童謡を作り始めたのは1920年（大正9年）頃からと言われている。同年創刊された千葉省三の「童話」を主な発表の場とした。同誌では童謡欄の選者も担当した。第一童謡集は1922年（大正11年）、第二集が1923年（大正12年）、第三集は死後の1926年（大正15年）に発刊されている。第三集の最後が「諏訪の殿様」である。赤彦は童謡集の巻末言において「私には6人の子どもがある。私はその6人の子どもに向きあつてゐるといふ気持ちで童謡をつくる。私はかつて永い間小学校高等女学校等の教師を勤めた。私は学校で私の教へた多くの子どもに向きあうた心持を想ひ回しながら童謡をつくる。」と、童謡作りの動機を語っている。一方この時期、北原白秋が童話童謡雑誌『赤い鳥』に次々と童謡を発表していることが赤彦の童謡創作の刺激になったことも考えられる。また赤彦は理想の童謡を「質素純白な童謡」(全集第5巻645頁)と言っており、童謡においても本体は万葉集から出て、短歌と同様の寂寥感を持っている。曲が付けられた童謡としては「からす」（本居長世作曲）や、「月夜」「つらら」「山の家」「夜汽車」（いずれも草川信作曲）がある。当時の風潮に逆らって童謡集に音譜をつけなかったため、赤彦の童謡は後世にあまり伝わっていない。赤彦の短歌の弟子から童謡の弟子に転じた島田忠夫は、「童話」の投稿者の中では金子みすゞや佐藤義美と並び称される詩人であったが、赤彦の影響下にある質素で写実的な作風は児童の感動を内面から押し出す姿勢に欠けており、その後は忘れられた童謡詩人と呼ばれることになる。
このほか赤彦は俳句、小唄、小曲、今様などを作り、また小説物語、散文、紀行文、新聞掲載エッセイ等多数の作品を著している。

## 年譜
- 1876年（明治9年）- 12月16日（戸籍17日）、長野県諏訪郡上諏訪村（現諏訪市元町）に父塚原浅茅・母さいの四男として生まれる。俊彦と命名される。
- 1877年（明治10年）- 8月、父の勤務先である諏訪郡豊平村下古田（現茅野市豊平下古田）に転居、古田学校校舎内に居住する。
- 1881年（明治14年）- 4月、古田学校初等科に入学する。
- 1885年（明治18年）- 4月、母さい死去。
- 1886年（明治19年）
  - 3月、古田学校卒業
  - 4月、豊平村南大塩高等小学校に進学。
  - 12月、父・浅茅、藤森みをと再婚。
- 1888年（明治21年）- 3月、南大塩高等小学校を卒業、4月、郡立諏訪高等小学校第三学年へ編入学。
- 1890年（明治23年）- 3月、諏訪高等小学校卒業、育英会（後の諏訪中学校）に入り岩垂今朝吉らの指導を受ける。10月、諏訪郡泉野尋常高等小学校（現在の茅野市立泉野小学校）の傭教員となる。
- 1891年（明治24年）- 4月、玉川尋常高等小学校（現在の茅野市立玉川小学校）の傭教員となる。このころから友人らと和歌、俳句を作り始める。
- 1892年（明治25年）
  - 2月、投稿した和歌が『少年文庫』に掲載される。
  - 4月、南大塩小学校古田支校の傭教員となり父浅茅と共に教鞭を振るう。
- 1893年（明治26年）- 『少年文庫』その他に新体詩を投稿。伏竜・伏竜樵夫の号を用いる。10月、「流行と軽佻」を「少年文庫」に発表。
- 1894年（明治27年）- 4月、長野県尋常師範学校入学。同級生に太田水穂（みづほのや、貞一）・矢島音次（陽炎）・伊藤長七（寒水）らがいた。学校の軍律的拘束を嫌って奔放な生活を送る。
- 1895年（明治28年） - 『少年文庫』『少年園』『青年文』『もしほ草紙』『早稲田文学』や新聞『日本』など文芸雑誌・新聞に新体詩・短歌を投稿。
- 1896年（明治29年）- 二水、二水軒の号を用い、山百合の筆名を使用。島崎藤村の詩に傾倒する。12月、久保田うたとの養子縁組の話が整う。
- 1897年（明治30年）- 8月、北陸から、関西、九州を旅行、京都で詩友伊良子清白に、堺で河井酔茗と会う。旅行中の作品をまとめ「西水行吟」をつくる。
- 1898年（明治31年）
  - 3月、長野県尋常師範学校卒業。
  - 4月、諏訪郡下諏訪町の久保田政信の養嗣子となり政信の長女うたと結婚。北安曇郡池田会染尋常高等小学校訓導となる。
- 1899年（明治32年）
  - 3月、正岡子規、根岸短歌会創立。
  - 11月、与謝野鉄幹、東京新詩社創立。
- 1900年（明治33年）
  - 2月、長男政彦誕生。短歌を新聞「日本」の第二回短歌募集に応募し、正岡子規選によって一首が入選。太田水穂ら、長野県で新派和歌の同好会を結成。
  - 5月、諏訪郡玉川尋常高等小学校に転任、岩本永正（木外）・平沢福松・小尾喜作（石馬）らと同僚となる。禰牟庵（ねむあん）と名付けた宿直室でしばしば会合し、教育を論じ、作歌に情熱を傾ける。
  - 11月、『諏訪文学』7号から新体詩・短歌・歌論を発表。『諏訪青年』1号から新体詩・短歌を発表。
- 1902年（明治35年）- この年から山百合の号を多く用いる。
  - 1月、前年4月、長女たけ（2週間で夭折）出産後体調不良だった妻うた病死。享年26。
  - 7月、うたの妹ふじのと再婚。
  - 9月、正岡子規、結核で没す。
- 1903年（明治36年）- 画家平福百穂と文通を始める。のち百穂から幾多の援助を受けることとなる。
  - 1月、次女はつせ誕生。矢島兀山・岩本木外、森山汀川、太田水穂などとともに雑誌『氷むろ（後に比牟呂）』を創刊。
  - 6月、根岸短歌会機関紙『馬酔木』創刊、読者となる。
  - 10月、伊藤左千夫に送った「床払の祝」二首が「馬酔木」に掲載される。以後、同誌に短歌・歌論を発表、中央と積極的に接触をする。
- 1904年（明治37年）
  - 3月、諏訪高等小学校・高島尋常小学校(現在の諏訪二葉高等学校)に転任。
  - 11月、伊藤佐干夫を迎えて布半旅館で歌会を開く。そのあと篠原志都児らとともに左千夫を北山村巌温泉に案内する。
- 1905年（明治38年）
  - 3月、太田水穂との合著詩歌集『山上湖上』を金色社より出版。
  - 4月、次男・健次誕生。
  - 6月、伊藤左千夫と共に子規庵を訪ねる。
  - 9月、長塚節を諏訪に迎え地蔵寺及び布半旅館で歓迎歌会を開く。
  - 10月、『比牟呂』休刊。
  - 11月、蕨真（蕨真一郎）来訪。
- 1907年（明治40年）
  - 11月、南信日々新聞社歌壇選者となる。
  - 12月、長野新聞歌壇の選者となる。
- 1908年（明治41年）
  - 2月、『馬酔木』に代わり三井甲之が『アカネ』を創刊。『比牟呂』復刊、編集兼発行者となる。
  - 3月、病気を理由に学校を退き、養鶏業を起すも、半年で失敗。
  - 10月、雑誌『阿羅々木』創刊号に10首発表。
- 1909年（明治42年）
  - 2月、東筑摩郡広丘尋常高等小学校校長になる。広丘村原新田の太田方（牛屋）に寓居。同僚に中原閑古、太田喜志子（後に若山姓）らがいた。
  - 8月、『アララギ』編集会議で『比牟呂』と『アララギ』の合併が決定。
- 1910年（明治43年）- 10月、堀内卓の葬儀を通じて卓の友人である中村憲吉と文通を始める。
- 1911年（明治44年）
  - 4月、玉川尋常高等小学校長に転任。
  - 6月、信濃教育会総会で、教育の革新を論ずる。四男・夏樹誕生。
- 1912年（明治45年）- 6月、諏訪郡視学に就任。夏以来「アララギ」が伊藤左千夫と若い同人の意見が対立し、廃刊の危機となるも斎藤茂吉と協力して継続を決める。
- 1913年（大正2年）- 7月、中村憲吉との合著歌集『馬鈴薯の花』（アララギ叢書第1編）を東雲堂より出版。島木赤彦の号をはじめて用いる。伊藤左千夫、脳溢血で急逝。
- 1914年（大正3年）
  - 3月、郡視学退任。
  - 4月、単身上京「アララギ」再建を期す。小石川、上富坂いろは館に下宿。淑徳高等女学校非常勤講師となる。
  - 10月、八丈島に渡る。
- 1915年（大正4年）
  - 2月、『アララギ』編集兼発行人となり、没年に及ぶ。長塚節が死去。
  - 3月、第二歌集『切火』（アララギ叢書第4編）をより出版。
- 1916年（大正5年）- この年、小唄・小曲の類を多く作る。
  - 3月、「万葉会」を起こし、諏訪地区・長野市等で講義。
  - 9月、結核性副睾丸炎の手術を受ける。
- 1917年（大正6年）
  - 5月、雑司が谷、亀原に転居、妻子を呼び寄せる。
  - 7月、信濃教育会機関紙『信濃教育』の編集主任となる。以後、毎月東京・長野間を往復する。
  - 12月、長男・政彦、腹膜炎で死去。享年18。
- 1918年（大正7年）
  - 1月、『信濃教育』に「鍛錬せられざる心」発表。
  - 5月、小石川区関口町に転居。
  - 7月、実父・浅茅死去。童話童謡雑誌『赤い鳥』創刊。
  - 8月、麹町区下六番町佐々木方へ転居、藤沢古実、発行所に同居。
- 1919年（大正8年）- この年から「アララギ」の編集と経営をひとりの判断で行うようになる。
  - 5月、義母ぬゐ死去。
  - 10月、慶應義塾で「万葉集の系統」を講演。
- 1920年（大正9年）- この年長野県下各地で万葉集や歌道に関する講演会を行なう。
  - 1月、東京朝日新聞の短歌欄選者となる。
  - 3月、『信濃教育』編集主任辞任。
  - 6月、第三歌集『氷魚』（アララギ叢書第8編）を岩波書店より出版。
  - 7月、長崎に病気の斎藤茂吉を見舞う。
  - 10月、初めて童謡を作り雑誌『童話』に発表。
- 1921年（大正10年）
  - 4月、土田耕平、発行所に同居。
  - 9月、上諏訪町の温泉寺で茂吉の渡欧送別歌会開催。中村憲吉との互選歌集「島木赤彦選集」をアルスより出版。
- 1922年（大正11年）
  - 4月、『赤彦童謡集』を古今書院より出版。
  - 7月、諏訪郡富士見町の富士見公園内に伊藤左千夫歌碑建立式典に出席。
- 1923年（大正12年）
  - 9月、東筑摩郡洗馬小学校で万葉集講義中、関東大震災の報を受け上京、災害の状況を見る。
  - 10月、上諏訪にて『アララギ震災報告号』を発行。被災者のための義援金を募る。南満州鉄道株式会社の招聘により満洲旅行に出発。大連・奉天等各地で万葉集や短歌についての講演を行う。
  - 11月、帰郷。『第二赤彦動揺集』を古今書院より出版。
- 1924年（大正13年）
  - 1月、『アララギ』の発行部数2千部となる。
  - 5月、アララギ震災歌集『灰燼集』を古今書院より出版。歌論集「歌道小見」（アララギ叢書第16編）を岩波書店より出版。
  - 11月、第四歌集『太虚集』（アララギ叢書第18編）を古今書院より出版。この秋以降、神経痛と胃弱により、食欲・根気が乏しくなる。
- 1925年（大正14年）
  - 2月、斎藤茂吉の帰朝歓迎歌会を開く。
  - 5月、自選歌集『十年』を改造社より出版。
  - 10月、平福百穂とともに百穂の郷里秋田県角館町を訪ねる。
  - 11月、『万葉集の鑑賞及び其批評（前編）』（アララギ叢書第21編）を岩波書店より出版。
- 1926年（大正15年）
  - 1月、上諏訪町伴鎌吉医師から胃癌と診断される。
  - 2月、上京。百穂、茂吉に伴われ東京帝国大学付属病院で佐藤三吉の診断を受ける。
  - 3月27日午前9時45分、下諏訪町の自宅にて死去。『アララギ』3月号から5月号にわたり、病床詠「恙ありて」が掲載される。
  - 5月、芝増上寺で赤彦追悼法会が開かれる。
  - 6月、『第三赤彦動揺集』古今書院より出版。
  - 7月、遺歌集『柿蔭集』（アララギ叢書第32編）が岩波書店より、『山房漫語』が古今書院より出版される。『信濃教育』の「久保田利彦氏追悼号」発行。
  - 10月、『アララギ』の「島木赤彦追悼号」発行。

## 著書

### 全集
（1969年（昭和44年）4月-1970年（昭和45年）4月増補再版、岩波書店）
- 第1巻　歌集
- 第2巻　詩歌集
- 第3替　歌論歌話第一
- 第4巻　歌論歌話第二
- 第5替　歌評及び歌謡研究
- 第6巻　童謡・散文・小説・紀行・日記・その他
- 第7巻　随筆・感想・論文
- 第8巻　書簡集・赤彦全集補遺
- 第9巻　旧版赤彦全集未収録集成
- 別　巻　年代順全歌集・全歌集初句索引・製作年表

### 歌集
- 『馬鈴薯の花』（東雲堂書店、1913年（大正2年）7月）
- 『切火』（アララギ発行所、1915年（大正4年）3月）
- 『氷魚』（岩波書店、1920年（大正9年）6月）
- 『太虚集』（古今書院、1924年（大正13年）11月）
- 『自選歌集十年』（改造社、1925年（大正14年）5月）
- 『柿蔭集』（岩波書店、1926年（大正15年）7月）・・・遺集

### 歌書
- 『歌道小見』（岩波書店、1924年（大正13年）5月）
- 『万葉集の鑑賞及び其批評（前編）』（岩波書店、1925年（大正14年）11月）

### 童謡集
- 『赤彦童謡集』（古今書院、1922年（大正11年））
- 『第二赤彦童謡集』（古今書院、1923年（大正12年））
- 『第三赤彦童謡集』（古今書院、1926年（大正15年））

### 書籍
- 赤彦遺言　　藤沢古実著（鉄塔書院、1929年（昭和4年））
- 島木赤彦　　守屋喜七編（久保田俊彦先生追悼謝恩会、1937年（昭和12年））
- 歌人赤彦の鑑賞　　高田浪吉著（三省堂、1937年（昭和12年））
- 島木赤彦の研究　　高田浪吉著（岩波書店、1941年（昭和16年））
- 島木赤彦　　丸山静著（八雲書林、1943年（昭和18年））
- 島木赤彦　　高田浪吉著（桜木書房、1943年（昭和18年））
- 島木赤彦論　　高田浪吉著（興風舘、1947年（昭和22年・育文社再刊、1956年（昭和31年））
- 赤彦病床記　　久保田夏樹著（沙羅書房、1948年（昭和23年））
- 島木赤彦の芸術観　　竹尾忠吉著（古今書院、1948年（昭和23年））
- 赤彦の人と芸術　　金原省吾・伊東一夫共著（蓼科書房、1949年（昭和24年））
- 島木赤彦　　斎藤茂吉著（角川書店、1949年（昭和24年））
- 写生説の研究　　北住敏夫著（角川書店、1953年（昭和28年））
- 桔梗ヶ原の赤彦　　川井静子著（古今書院、1957年（昭和32年・謙光社増補再刊、1977年（昭和52年））
- 写生派歌人の研究　　北住敏夫著（宝文館、1959年（昭和34年））
- 丹の花（歌集）　　川井静子著（理論社、1963年（昭和38年））
- 柿蔭山房－島木赤彦の家とその周辺－　　久保田健次著（甲陽書房、1964年（昭和39年））
- アララギの人々　　五味保義著（白玉書房、1966年（昭和41年））
- 信濃の赤彦　　神戸利郎著（令文社、1970年（昭和45年））
- 統信濃の赤彦　　神戸利郎著（令文社、1971年（昭和46年））
- 節と赤彦　　長塚節研究会・島木赤彦研究会編（教育出版センター、1973年（昭和48年））
- 島木赤彦文学アルバム　　島木赤彦研究会編（謙光社、1975年（昭和50年））
- 赤彦とアララギの歴史　　島木赤彦研究会編（教育出版センター、1975年（昭和50年））
- 赤彦書と人　　信濃毎日新聞社出版部編（信濃毎日新聞社、1976年（昭和51年））
- 島木赤彦炎の道　　神戸利郎著（謙光社、1977年（昭和52年））
- 晩年の赤彦と百穂　　久保田健次著（短歌新聞社、1977年（昭和52年））
- 島木赤彦　　新井章著（桜楓社、1977年（昭和52年））
- 赤彦歌風の研究　　島木赤彦研究会編（笠間書院、1983年（昭和53年））
- 島木赤彦の人間像　　島木赤彦研究会編（笠間書院、1984年（昭和54年））
- 島木赤彦　　丸山静・上田三四二著（桜楓社、1981年（昭和56年））
- 島木赤彦の研究　　山根巴著（教育出版センター、1986年（昭和61年））
- 島木赤彦　　上田三四二著（角川書店、1986年（昭和61年））
- 島木赤彦周辺研究　　神田重幸著（双文社出版、1988年（昭和63年））
- 島木赤彦記念館　　下諏訪町教育委員会監修（蒼丘書林、1993年（平成5年））
- 島木赤彦研究　　新井章著（短歌新聞社、1997年（平成9年））
- 島木赤彦の歌　　大越一男著（短歌新聞社、1998年（平成10年））

### その他
- アララギ（氷魚批評号）（1921年（大正10年）3月）
- アララギ（太虚集批評号）（1925年（大正14年）8月）
- 信濃教育（久保田俊彦氏追悼号）（1926年（大正15年）7月）
- アララギ（島木赤彦追悼号）（1926年（大正15年）10月）
- アララギ（赤彦記念号）（1936年（昭和11年）10月）
- 信濃教育（特集島木赤彦）（1958年（昭和33年）10月）
- 短歌（特集島木赤彦）（角川書店、1984年（昭和59年）11月）
- 短歌現代（特集島木赤彦）（短歌新聞社、1995年（平成7年）3月）